# Hypolobocera alata
Hypolobocera alata is een krabbensoort uit de familie van de Pseudothelphusidae. De wetenschappelijke naam van de soort is voor het eerst geldig gepubliceerd in 1989 door M. R. Campos.